# Carcinarctia xanthica
Carcinarctia xanthica là một loài bướm đêm thuộc phân họ Arctiinae, họ Erebidae.